# Moussy-Verneuil
Moussy-Verneuil település Franciaországban, Aisne megyében. Lakosainak száma 139 fő (2022. január 1.). Moussy-Verneuil Bourg-et-Comin, Braye-en-Laonnois, Pont-Arcy, Soupir és Vendresse-Beaulne községekkel határos.

## Népesség
A település népességének változása:
| Lakosok száma | 128  | 92   | 103  | 130  | 125  | 124  | 123  | 118  | 125  | 139  |
|               | 1968 | 1982 | 1990 | 2006 | 2013 | 2015 | 2017 | 2019 | 2020 | 2022 |